# Antigny (Vienne)
Antigny is een gemeente in het Franse departement Vienne (regio Nouvelle-Aquitaine). De gemeente telde 543 inwoners op 1 januari 2022. De plaats maakt deel uit van het arrondissement Montmorillon.

## Geschiedenis
De plaats werd voor het eerst vermeld in 1184 maar de geschiedenis van Antigny gaat verder terug in de tijd.
In de plaats Le Gué-de-Sciaux werd vanaf 1984 archeologisch onderzoek gevoerd naar een Gallo-Romeinse cultusplaats. Resten van een tempel uit de tweede eeuw werden gevonden. De plaats was waarschijnlijk verbonden aan de cultus van de Gallische god Lug en zijn Romeinse tegenhanger Mercurius. Volgens de legende werd de heilige Cyprianus op deze plaats in 421 vermoord. Tussen 1884 en 1886 werd op het plein voor de kerk van Antigny een merovingische begraafplaats opgegraven. Archeologische vondsten hiervan zijn bewaard in het Musée lapidaire du baptistère in Poitiers.

## Geografie
De oppervlakte van Antigny bedraagt 43,4 km², de bevolkingsdichtheid is 13,8 inwoners per km². De Gartempe stroomt door de gemeente.

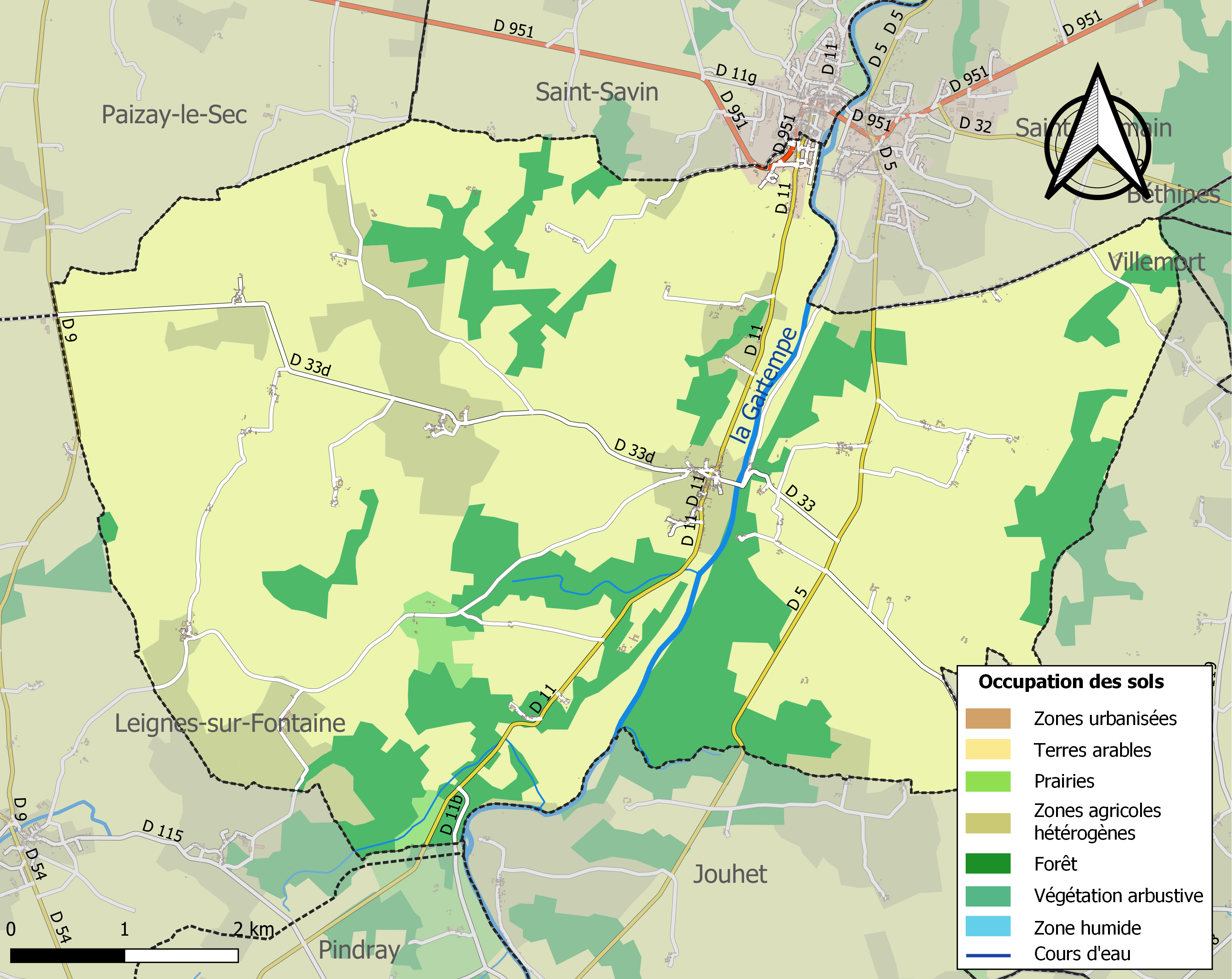
Kaart van de gemeente met de belangrijkste infrastructuur, bodemgebruik en omliggende gemeenten

## Demografie
Onderstaande figuur toont het verloop van het inwonertal (bron: INSEE-tellingen).